# 莊森
莊森（843年—933年），乳名行一郎，字文盛。入閩莊姓始祖。

## 生平
莊森為唐朝河南道光州固始縣人，生於唐武宗會昌三年（843年），卒於閩惠宗龍啟元年（933年），享年90歲。
莊森以文學起家，唐懿宗咸通五年（865年）甲榜進士，歷任黃門都監、嶺南道廣州都督刺史；唐僖宗乾符五年（878年）黃巢之亂起，唐朝政權不穩；廣明元年（880年）辭官歸里。
光啟元年（885年），偕王潮、王審邽、王審知兄弟入閩，唐廷封王潮為江南東道福建經略使晉江刺史，王潮逝世後，由三弟審知代立；後梁太祖開平三年（909年）封審知為閩王。莊森分鎮桐城(今晉江市)，卜居永春縣善政鄉桃源里長住。逝世後葬於永春縣桃園湖蓬萊山。

## 家庭
- 父:莊國器，母王氏，舅王潮、王審知三兄弟。一般只寫『王潮甥莊森』，故王氏應和王潮是同胞。
- 弟：莊銳
- 妻：兩家林氏
- 外祖父：王恁
- 外祖母：徐氏、董氏
- 外曾祖父：徐棋
- 外曾祖母：李氏（徐棋妻，尚書李稠女）
- 舅公：董章 (應是王恁第二任妻子之娘家)

### 子女
- 長子莊韋（廣東惠州海豐縣上沙鄉莊氏開基）
- 次子莊章（福建泉州惠安縣鳳陽鄉莊氏開基）
- 三子莊中
- 四子莊申（福建泉州德化縣錦山鄉深垵莊氏開基）

## 後世子孫
- 莊祐孫（莊森四子第十一世孫，福建泉州青陽[需要解释]錦繡堂莊氏開基）
- 莊夏（莊元吉第四子，開闢泉州功臣）
- 莊羅（莊森長子第十七世孫，入粵莊氏始祖，抗元名將），妻徽德黃太是黃鳳翔祖姑。
- 莊溶（莊森長子第十八世長孫，廣東梅州客家莊氏開基）
- 莊隆（莊森長子第十八世次孫，廣東廣州東莞莊氏開基）
- 莊法琚（莊森十九世，莊古山八世孫，福建閩東福鼎後坑莊氏開基）
- 莊仰渠（莊森二十一世，莊夏長子莊夢說十一世孫，浙江蒼南藻溪莊氏開基）